# Тхоржевский, Корнелий Владиславович
Корнелий Владиславович Тхоржевский (4 [16] апреля 1858 — 12 [24] июля 1896) — русский писатель, участник русско-турецкой войны 1877—1878 гг.

## Биография
Родился в 1858 году, происходил из дворян Саратовской губернии. Отец — правитель канцелярии управления Тверского губернского воинского начальника. Шесть лет учился в Саратовской гимназии. Не окончив, вступил рядовым в 158-й пехотный Кутаисский полк (1875), командирован в Казанское пехотное юнкерское училище (окончил в 1876).
В составе Кутаисского полка в чине поручика участвовал в турецкой кампании 1877—1878 гг. на Кавказе и 12 апреля 1878 года был награждён орденом св. Георгия 4-й степени
Частыми рекогносцировками с охотниками исследовал местность и подступы к неприятельским укреплениям, расположенным на Карадахских высотах, а при штурме укрепления Араб-Табия, в ночь с 5 на 6 Ноября 1877 года, первый, с вверенною ему командою охотников, вошел в названный форт.
С 1879 года служил в 157-м пехотном Имеретинском полку (штабс-капитан, капитан). В 1891 году в чине подполковника (старшинство с 26 февраля (10 марта) 1891 года) перевёлся в Петербург в штаб Отдельного корпуса пограничной стражи. Проходил службу в Спасском резервном батальоне (1891), Усть-Двинском крепостном пехотном батальоне (1893).
Близко ознакомясь с бытом русского солдата, написал множество рассказов из военной жизни, а как страстный охотник и рыболов — несколько очерков из своей охотничьей практики и «Руководство для уженья рыбы».
Романы, повести, сцены, комедии, очерки помещал в «Русском вестнике», «Гражданине», «Ниве», «Руси», «Воскресенье», «Досуге и деле», «Разведчике», «Санкт-Петербургских ведомостях», «Саратовском листке» и многих других периодических изданиях.
Для народного чтения написал около 60 рассказов, а также три пьесы для солдатского театра: «На мирных квартирах», «На войне», «Домовой».
Им написан любопытный по автобиографическому характеру роман «Под сумрачным небом», который по цензурным условиям мог появиться в печати только отрывками.
Тхоржевский редактировал в 1893 г. журналы князя Мещерского «Русь» и «Воскресенье»; приобретя последний, превратил его в дешёвый народный журнал, удачно веденный и прекратившийся за смертью Тхоржевского.
Скончался от чахотки 12 июля 1896 года в кумысолечебнице на станции Тургенево Самаро-Златоустовской железной дороги.
Имел следующие ордена:
- Орден Святого Георгия 4-й степени (12 апреля 1878 год)
- Орден Святой Анны 3-й степени с мечами и бантом (15 июля 1878 года)
- Орден Святого Владимира 4-й степени (28 февраля 1886 года)

Так же был награждён:
- Серебряной медалью «В память Русско-турецкой войны 1877—1878 гг.»
- Черногорской медалью «За храбрость»